# Черняков, Борис Абрамович
Борис Абрамович Черняков (24 августа 1937 — 23 февраля 2013) — советский и российский учёный американист, экономист-аграрник, профессор, доктор экономических наук.
Область научных интересов — экономические проблемы развития и реформирования АПК США и России, государственное регулирование и общие вопросы совершенствования аграрной экономики  США и России, научное и информационное обеспечение аграрного сектора США, проблемы экологии и устойчивого развития сельского хозяйства и сельских территорий зарубежных стран и России, концепция всемирной и национальной продовольственной безопасности.

## Биография
Родился в Челябинске. В 1955 году поступил и в 1960 году защитил диплом в Московской сельскохозяйственной академии им. К.А. Тимирязева (МСХА). Более 20 лет работал главным специалистом и руководителем в различных сельскохозяйственных предприятиях и учреждениях г. Москвы и Московской области. За высокие производственные показатели был награждён орденом «Знак Почёта». Без отрыва от производства активно занимался научными исследованиями. Их результатом стало несколько статей и две монографии, а в 1977 году — защита кандидатской диссертации на тему «Экономические и технологические основы производства мяса в специализированных комплексах».
В январе 1983 года Черняков поступил на работу в Институт США и Канады РАН на должность старшего, затем ведущего  научного сотрудника, а с 1994 года — заведующего сектором аграрных и продовольственных проблем США и Канады (ныне — Центр аграрных проблем США и Канады).
Занимался исследованием тенденций агропродовольственной политики США, законодательного регулирования агропромышленного производства, проблемами продовольственной безопасности зарубежных стран и России, сравнительным анализом развития аграрных секторов России и США.
В 1992 году защитил докторскую диссертацию на тему: «Социально-экономические и экологические проблемы химизации сельского хозяйства США», в 2003 году получил звание профессора.
В последние годы жизни Черняков Б.А. расширил научную, практическую и педагогическую деятельность, участвовал в разработке стратегии развития аграрного комплекса России, включая Доктрину продовольственной безопасности страны, первый сельскохозяйственный закон и другие законодательные акты.
Преподавал в Московской сельскохозяйственной академии им. К. А.Тимирязева, являлся научным руководителем в Высшей школе агробизнеса (МВА) при МСХА.
Прах Чернякова Б.А. развеян в исторической части Тимирязевского парка по личному завещанию . В парке имеется табличка, сообщающая об этом.

## Научная деятельность
Черняков – известный ученый-американист в области аграрной экономики США и российско-американских экономических отношений. Им опубликовано более 200 научных работ, в т. ч. 23 монографии и учебник, в которых он является автором и соавтором. Среди основных научных трудов Чернякова – монографии  «Калифорнийская модель аграрного сектора США» (2007), четырехтомник «Биоклиматический потенциал России» (2006 – 2012), двухтомник «Аграрный сектор США в начале XXI века» (2008), монография «Айова: Продовольственная столица мира. Аграрные лица Айовы» (2011), более 80 концептуально-аналитических статей в научных журналах и периодической печати.
Черняков принимал активное участие в приоритетных направлениях развития науки и техники «рациональное природопользование».
Черняков занимался исследованием тенденций агропродовольственной политики США, современного состояния и перспективными направлениями совершенствования аграрного сектора экономики страны, законодательного регулирования агропромышленного производства, проблем продовольственной безопасности зарубежных стран и России, взаимоотношений в аграрной области между Россией и США, исторических аспектов сравнительного анализа развития сельскохозяйственного производства в России и США. Его исследования отличались научной новизной и высокой практической значимостью. В частности, он изучал вопросы формирования российско-американских аграрно-экономических отношений, провел детальный анализ наиболее актуальных финансово-экономических и социальных проблем современной аграрной экономики США. Под его руководством сформулированы и обоснованы подходы к проведению современной экономической политики России в отношении Соединенных Штатов Америки.
Черняков активно участвовал в научно-организационной работе Института США и Канады Российской Академии наук (ИСКРАН), являясь членом Ученого и Диссертационного советов ИСКРАН.
Черняков много сил и энергии уделял воспитанию молодых ученых-американистов, являясь руководителем их научных работ, читал курс «Аграрной и торговой политики» в МСХА им. К.А. Тимирязева. Много лет являлся научным руководителем Высшей школы аграрного менеджмента для руководящих кадров агробизнеса России.
Значительны заслуги Чернякова в организации и пропаганде комплексных научно-производственных исследований. Он поддерживал тесную консультативную связь с ведущими аграрными регионами России, выступал по сельскохозяйственным проблемам в Государственной Думе и Совете Федерации России, участвовал в «круглых столах» различных программ телевидения и других средств массовой информации. Являлся членом экспертной комиссии Аналитического центра при Правительстве РФ, экспертом аграрного комитета Государственной Думы РФ, членом коллегии консультационного Совета Минсельхоза России, членом Экспертного Совета по обеспечению продовольственной безопасности г. Москвы.
Черняков успешно применял свои научные знания на практике, принимая активное участие в научном обеспечении деятельности органов исполнительной и законодательной власти Российской Федерации. Участвовал в работе российских и международных конференций, симпозиумов и научных семинаров, имеющих общепризнанный авторитет в научном сообществе.

## Основные публикации
Монографии:
- Монография «США: сельское хозяйство, химизация, экология». М. 1991 г.
- Монография «Аграрный сектор США в конце XX века». М. 1997 г.
- Монография «Американское фермерство: XXI век». М. 2002 г.
- Коллективная монография А.В.Гордеев, А.Д.Клещенко, Б.А. Черняков, О.Д.Сиротенко «Биоклиматический потенциал России: теория и практика». М. 2006 г.
- Коллективная монография А.В.Гордеев, А.Д.Клещенко, Б.А. Черняков и др. «Биоклиматический потенциал России: методы мониторинга в условиях изменяющегося климата». М. 2007 г.
- Монография «Калифорнийская модель аграрного сектора США». М. 2007 г.
- Сборник трудов под редакцией Чернякова Б.А. «Аграрный сектор США в начале XXI века». 2 тома. М. 2008 г.
- Коллективная монография А.В.Гордеев, А.Д.Клещенко, Б.А. Черняков и др. «Биоклиматический потенциал России: меры адаптации в условиях изменяющегося климата». М. 2008 г.
- Монография «Айова – продовольственная столица мира». М. 2011 г.
- Коллективная монография А.В.Гордеев, А.Д. Клещенко, Б.А. Черняков и др. «Биоклиматический потенциал России: продуктивность и рациональное размещение    сельскохозяйственных культур в условиях изменения климата». М. 2012 г.
- Учебное пособие «Экономика США». Раздел «Сельское хозяйство». М. 2013 г.

Некоторые статьи:
- «Сельскохозяйственный закон США: принципы и особенности, процедура создания и принятия, исполнение». Ж. «США-Канада: экономика-политика-культура». №№ 6, 7 2004 г.
- «Кредит как основа аграрного бизнеса США». Ж. «Агрокредит» №№ 9, 10, 11 2007 г.
- «Модернизация аграрного сектора США». Ж. «Экономист» № 4 2009 г.
- «Конкурентоспособность аграрного сектора США: полезный опыт для России». Ж. «Аграрный вестник Урала» № 6 2009 г.
- «Современная аграрная стратегия США» Ж. «Животноводство России» №№ 1, 2, 3 2010 г.
- «Законодательные и административные основы продовольственной безопасности США: опыт для России». Ж. «США-Канада: ЭПК» № 8 2010 г.
- «Оперативное управление аграрным сектором США». Ж. «США-Канада: ЭПК» № 9 2010 г.
- «Информационный обмен в сфере сельскохозяйственного образования науки и производства в США». В соавторстве. Ж. «Экономика с/х и перерабатывающих предприятий» № 10 2010 г.

## Награды
- орден «Знак Почёта» (1975)
- медаль «В память 850-летия Москвы» (1997)
- памятная медаль А.И. Чаянова (2003)
- юбилейный нагрудный Знак «140 лет РГАУ-ТСХА им. Тимирязева» (2005)
- медаль «За заслуги в проведении Всероссийской сельскохозяйственной переписи 2006 года» (2006)
- Орден Дружбы (2007)
- золотая медаль «За вклад в развитие агропромышленного комплекса России» (2005)
- лауреат Столыпинской премии «Аграрная элита России» в номинации «За личный вклад в формирование аграрной политики России» с вручением памятной медали П.А.Столыпина (2007)
- медаль «Лауреат ВВЦ» (2007)
- нагрудный Знак АССАГРОС «За вклад в развитие АПК» (2012)
- почётный знак правительства Воронежской области «Благодарность от земли Воронежской» (2012)
- юбилейный знак «XV лет Российскому союзу промышленников и предпринимателей»